# 川崎市立古川小学校
川崎市立古川小学校（かわさきしりつ ふるかわしょうがっこう）は、神奈川県川崎市幸区古川町にある公立小学校。

## 概要
- 本校は、幸区の人口増加により、川崎市立御幸小学校から、分離独立して開校した。

## 沿革
- 1948年（昭和23年）2月3日 - 創立。
- 2015年（平成27年）10月1日 - 増築校舎着工[1]。
- 2017年（平成29年）3月15日 - 増築校舎完成[1]。

## 通学区域
出典
- 幸区
  - 塚越1丁目
  - 塚越2丁目
  - 塚越3丁目
  - 塚越4丁目
  - 古川町

## 進学先中学校
出典
- 川崎市立塚越中学校

## 交通アクセス
- 臨港バス川60系統で、「東明寺前」バス停から、徒歩約430m・約7分。
  - なお、「東明寺前」バス停から学校敷地まで、直線距離では約170mだが、道路と校門の位置関係で、遠回りとなる。

## 周辺
- 東明寺
- 学校法人ひかり学園第二ひかり幼稚園 - 進学前幼稚園のひとつ。
- 川崎市立古川保育園 - 進学前保育園のひとつ。
- 川崎市立塚越中学校 - 主な進学先中学校。
- 川崎市総合教育センター塚越相談室 - 塚越中学校に隣接
- 川崎市立下平間小学校
- 幸区役所
- 国道409号線
- JR南武線
- このほか、東明寺以外の寺院や中小規模の公園・医療機関も点在する。

## 著名出身者
- 東山紀之（俳優）